# Баркли, Уильям
Уи́льям Ба́ркли (англ. William Barclay; 5 декабря 1907 — 24 января 1978) — шотландский богослов.

## Биография
Отец Баркли был менеджером банка. Он учился в средней школе Далзиэля в Мазервелле, а затем изучал классику в Университете Глазго в 1925–1929 годы, прежде чем изучать богословие. 
Профессор Университета Глазго в течение 28 лет, преподаватель кафедры изучения Нового Завета. Преподавал Новый Завет и древнегреческий язык.
Принимал участие в деятельности библейских обществ, таких как Society for New Testament Studies, National Bible Society of Scotland. В 1943—1947 годах был редактором журнала Sunday School Teachers.
Автор популярного комментария к Евангелию, написанного в 1952—1958 годах.

## Модернизм Баркли
Баркли однажды назвал себя либеральным евангелистом. Он был теологическим модернистом. Например, он не верил в непорочное зачатие Иисуса. Он писал, что мы не обязаны принимать это учение «в буквальном и физическом смысле». Баркли, не колеблясь, дискредитировал чудеса в Библии. Хотя он чувствовал, что в делах Христа была некая сущность чудесного, он верил, что многие чудеса Господа имеют вполне естественное объяснение. Например, он утверждал, что Спаситель не буквально умножил хлеб и рыбу. Иисус просто побуждал собравшихся людей делиться друг с другом своей едой. Он считал, что Христос на самом деле не ходил по Галилейскому морю. Просто с точки зрения учеников казалось, что он сделал это, когда шел по мелководью возле пляжа. И на самом деле Господь не хотел, чтобы Петр бросил свой рыболовный крючок в море, чтобы достать монету изо рта рыбы. Он хотел, чтобы апостол использовал свое умение рыбачить для сбора средств на храмовый налог. Его идеи вызывали споры в христианской среде.